# Nombres sociables
En matematiques, un conjunt de nombres sociables és un tipus de seqüència d'aliquot, o una seqüència de nombres cadascun dels quals és la suma dels divisors propis del nombre que el precedeix, excloent el mateix nombre precedent. Per tal que la seqüència sigui sociable, la seqüència ha de ser cíclica. Per tant, retornant al seu punt de partida. El concepte de nombres sociables és una generalització del concepte de nombres amics i nombre perfecte.
El període de la seqüència, o l'ordre del conjunt de nombres sociables, és el nombre de nombres que té el cicle.
Un nombre perfecte és un conjunt de nombres sociables d'ordre 1, és a dir, és un sol nombre els divisors propis del qual sumen el nombre mateix. Per exemple, el 6 és un nombre perfecte perquè els divisors propis de 6 són 1, 2, i 3, els quals sumen altre cop 6.
Un parell de nombres amics és un conjunt de nombres sociables d'ordre 2. Per exemple, els nombres 220 i 284 són nombres amics perquè els divisors propis de 220 son 1, 2, 4, 5, 10, 11, 20, 22, 44, 55 i 110, que sumen 284; i els divisors propis de 284 son 1, 2, 4, 71 i 142, que sumen 220.
No es coneixen nombres sociables d'ordre 3, i tampoc no se sap si n'existeixen o no.
Un exemple de nombres sociables amb període o ordre 4 és: 1264460, 1547860, 1727636, 1305184.
La suma dels factors de 1264460 (2² * 5 * 17 * 3719) és: 1 + 2 + 4 + 5 + 10 + 17 + 20 + 34 + 68 + 85 + 170 + 340 + 3719 + 7438 + 14876 + 18595 + 37190 + 63223 + 74380 + 126446 + 252892 + 316115 + 632230 = 1547860
La suma dels factors de 1547860 (2² * 5 * 193 * 401) és: 1 + 2 + 4 + 5 + 10 + 20 + 193 + 386 + 401 + 772 + 802 + 965 + 1604 + 1930 + 2005 + 3860 + 4010 + 8020 + 77393 + 154786 + 309572 + 386965 + 773930 = 1727636
La suma dels factors de 1727636 (2² * 521 * 829) és: 1 + 2 + 4 + 521 + 829 + 1042 + 1658 + 2084 + 3316 + 431909 + 863818 = 1305184
La suma dels factors de 1305184 (2⁵ * 40787) és: 1 + 2 + 4 + 8 + 16 + 32 + 40787 + 81574 + 163148 + 326296 + 652592 = 1264460.
La seqüència coneguda d'ordre 5 és: 12496, 14288, 15472, 14536, 14264.
L'única seqüència coneguda d'ordre 28 és: 14316, 19116, 31704, 47616, 83328, 177792, 295488, 629072, 589786, 294896, 358336, 418904, 366556, 274924, 275444, 243760, 376736, 381028, 285778, 152990, 122410, 97946, 48976, 45946, 22976, 22744, 19916, 17716 (seqüència A072890 a la OEIS).